# Протасій I
Протасій I (д/н —бл. 1514) — церковний діяч часів Великого князівства Литовського.

## Життєпис
Відомості про нього доволі обмежені. У січні 1509 року став архімандритом Києво-Печерського монастиря. Разом з тим нічого невідомо про його участь в Віленському церковному соборі, що тоді ще тривав. Тому висловлюється припущення, що Протасій не встиг отримав королівську грамоту на архімандрію для офіційної участі в соборі.
Перша письмова згадка відноситься до 20 січня 1509 року, коли відбулося розмежування володінь за Дніпром Києво-Печерського та Пустинно-Микільського монастирів. В цьому акті вперше згадано топонім «Дарниця» як назву річки.
Значну увагу приділяв збереженню володінь монастиря у Сіверській землі, яка була об'єктом боротьби Великого князівства Литовського і великого князівства Московського. Втім внаслідок постійних війн між ними архімандрит не міг відправити слуг для збору податків.
Протасій I двічі згадується в актах від 1510 року. Остання згадка відноситься до 1514 року. Наступним архімандритом став Ігнатій II.